# 독서율
다음은 독서율에 관한 내용이다.
한국의 독서 시간은 평균 26분이다(2007~2012). 성인 연간 독서율은 1994년 86.8%에서 2011년 68.8%로 낮아졌다. 2013년의 연간 독서율은 71.4%, 연간 독서량은 9.2권, 평일 독서 시간은 23.5분이다.
이에 문화체육관광부는 2018년까지 성인 독서율을 80% 수준까지 높이기 위해 도서 구입비 세제 지원 추진 등의 내용을 담은 독서 문화 진흥 계획(2014∼2018년)을 발표했다.